# Бредаль, Ян Франс ван
Ян Франс ван Бредаль (нидерл. Jan Frans van Bredael), подписывавший свои картины кратко Бреда (1 апреля 1686 год, Антверпен — 19 февраля 1750 год, там же) — фламандский художник, самый известный из семейной династии; сын живописца Александра ван Бредаля. Он так мастерски копировал Вауэрмана и Брейгеля, что даже знатоки бывали зачастую не в состоянии отличить сделанные им копии от оригиналов.

## Биография и творчество
До 1701 года учился у своего отца, Александра ван Бредаля. Однажды посетив антверпенскую галерею картин, принадлежавшую Йоганну Виту, так восхитился произведениями Брейгеля и Вауэрмана, что решил следовать их манере. С позволения хозяина галереи принялся копировать их картины и девять лет изучал и списывал этих мастеров живописи. Наконец достиг такого совершенства, что лучшие знатоки с трудом могли отличить копии от оригиналов.
Затем начал писать собственные картины в изученной манере. Его пейзажи изображают какое-либо происшествие из всемирной или священной истории, обставлены множеством фигур и исполнены во вкусе Брейгеля, а картины сражений, ярмарок и т. п. — во вкусе Вувермана.
Нажив состояние, ван Бредаль переселился в Англию, где снискал дружбу графа Дервентвотера, сложившего голову в 1716 году на эшафоте как жертва преданности дому Стюартов. В Лондоне написал много портретов для английского королевского двора.
Вернулся в отечество и стал директором антверпенской гильдии живописи. В 1746 году французский король Людовик XV, в бытность свою в Антверпене, купил у него четыре картины («Спаситель, проповедующий на берегу моря», «Спаситель, творящий чудеса» и два пейзажа). Выбор короля заставил принцев Клермонского и Субиза, маршала Левендаля, герцога Гаврского и других знатных особ королевской свиты поступить также: они раскупили все картины из мастерской художника. У художника от этого чуть не случился удар. Он продолжал работать до самой смерти в феврале 1750 года.